# Hoofdzin
Een hoofdzin is in de  ontleding een zin die wordt onderscheiden van  bijzinnen.

## Kenmerken
Een hoofdzin begint met een hoofdletter en eindigt met een punt, tenzij hij deel uitmaakt van een samengestelde zin met twee of meer nevengeschikte hoofdzinnen.
Een hoofdzin bevat altijd een zinskern, maar bij nevenschikking – meestal door middel van het voegwoord en – kan het onderwerp van de tweede hoofdzin eventueel ook worden weggelaten, indien het gelijk is aan dat van de eerste (zie verder samentrekking).
De hoofdzin (of: zelfstandige zin) is dus een zin die niet – zoals een bijzin – als zinsdeel of zinsdeelstuk fungeert in een samengestelde zin. Een hoofdzin kan ook altijd voorkomen als enkelvoudige zin.
Kenmerkend voor Nederlandse hoofdzinnen is dat de persoonsvorm in bevestigende zinnen doorgaans op de tweede, en in vraagzinnen altijd op de eerste plaats staat:
(1) Zag de man toen iets?

#### Hoofdzin versus bijzin
Een hoofdzin is het makkelijkst te herkennen aan het feit dat het onderwerp en de persoonsvorm altijd naast elkaar staan. In een bijzin is dit in de regel juist niet zo:
Ik hoefde niet te weten dat je zo'n crimineel verleden had.
In  'Ik hoefde niet te weten'  herkennen we een hoofdzin, omdat de persoonsvorm (hoefde) en het onderwerp (Ik) naast elkaar staan, en ook nog eens vooraan. 'je zo'n crimineel verleden had'  Is de bijzin, omdat 'je' en 'had' gescheiden worden door 'zo'n crimineel verleden'.
Indien de hoofdzin wordt voorafgegaan en/of gevolgd door een of meer bijzinnen, wordt de hoofdzin zonder de bijzin(nen) de "rompzin" genoemd en is het geheel een samengestelde zin:
(2) Toen zij binnenkwamen (bijzin 1), zag de man (rompzin) die er al eerder was geweest (bijzin 2) dat er iets was veranderd (bijzin 3).

## Woordvolgorde in hoofdzinnen

#### Nederlands, Duits
In sommige talen - waaronder het Nederlands en Duits - is in bevestigende hoofdzinnen alleen de SVO-volgorde mogelijk:
- Jij (onderwerp) komt (persoonsvorm) morgen ook. "Morgen kom jij ook".
- Du (onderwerp) kommst (persoonsvorm) morgen auch. "Morgen kommst du auch".
- You (onderwerp) will (persoonsvorm) come tomorrow. "Tomorrow you will come".

In vraagzinnen wordt inversie toegepast, waardoor een VSO-volgorde gecreëerd wordt:
- Kom jij morgen ook?
- Kommst du morgen auch?
- Kommst du morgen auch?

Bij twee of meer nevengeschikte hoofdzinnen is vaak samentrekking mogelijk:
- De man (onderwerp) liep (persoonsvorm) langs de winkel en (hij) (onderwerp) zag (persoonsvorm) daarbinnen de winkelier iets vreemds doen.

Indien in een bevestigende hoofdzin het object toch naar voren wordt gehaald teneinde het meer nadruk te geven, ontstaat zo een elders ongebruikelijke OVS-volgorde:
- Die man (object) zag (persoonsvorm) ik (onderwerp) gisteren.

#### Andere talen
In andere (bijvoorbeeld Romaanse) talen kan de standaard SVO-volgorde in een bevestigende hoofdzin door middel van een verwijzend voornaamwoord met de functie van lijdend voorwerp of indirect object worden doorbroken, waardoor een SOV-volgorde ontstaat:
- Je (onderwerp) les (verwijzend element) ai (persoonsvorm) vus (Frans: "Ik heb hen gezien").

In het Engels kan de SVO-volgorde in bevestigende hoofdzinnen worden doorbroken middels een bijwoord:
- You (onderwerp) too (bijwoord) will (persoonsvorm) love (werkwoordelijke rest) U2's daring new melodies (object).